# Pierre Crozat
Pierre Crozat (* 1661 oder 1665; † 1740) war ein sehr vermögender französischer Steuereinnehmer, Finanzmann, Kunstsammler und Mäzen, der unter anderem den Kunstmaler Jean-Antoine Watteau förderte. Im Vergleich zu seinem noch reicheren Bruder Antoine Crozat, genannt „der Reiche“ wurde er – selbstverständlich zu Unrecht – „Crozat der Arme“ genannt.

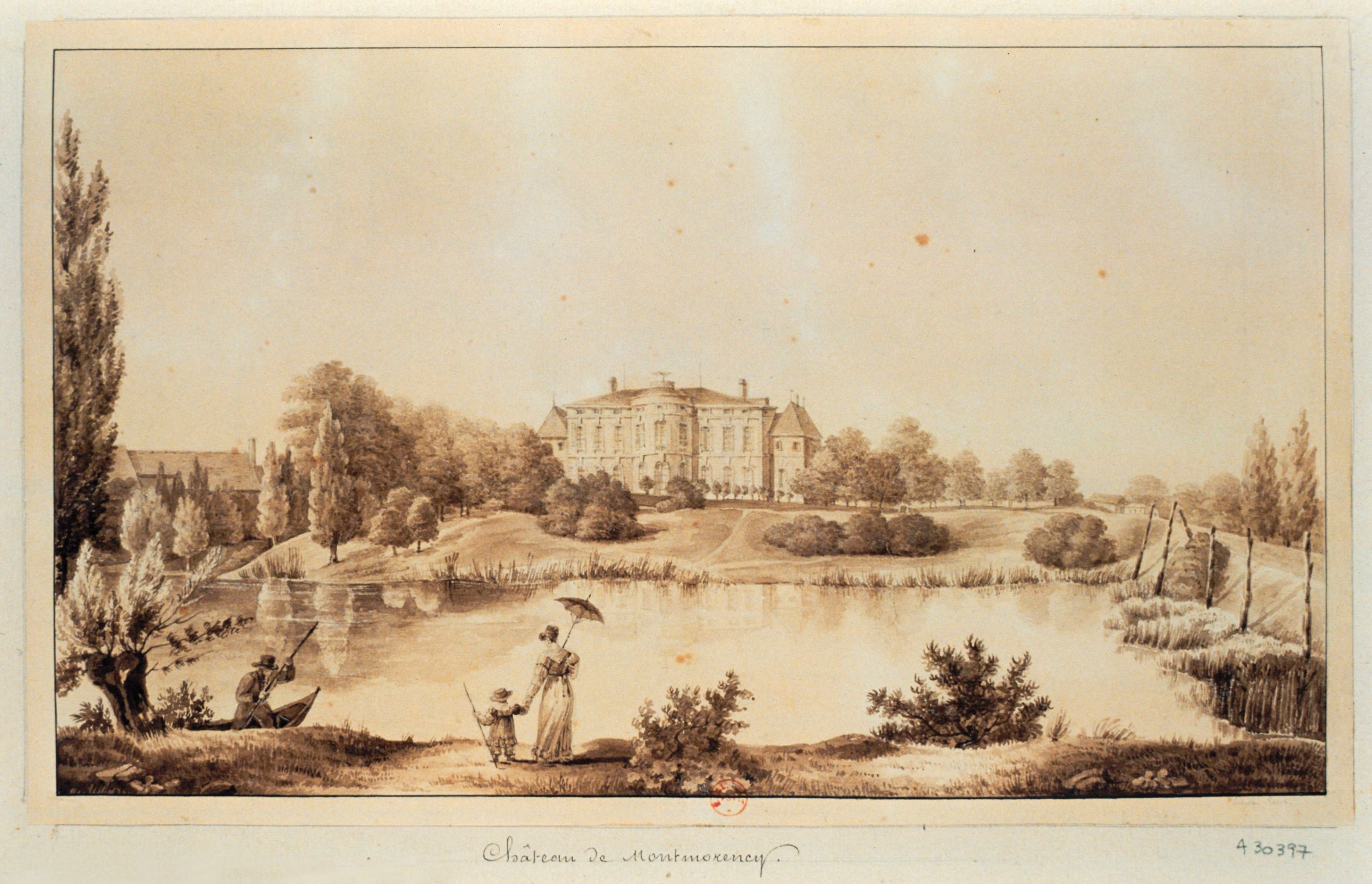
Schloss Montmorency im 19. Jahrhundert

## Leben
Pierre Crozat war der Sohn des einflussreichen Finanzmannes und Magistrats oder „capitouls“ Antoine Crozat und dessen Gemahlin Catherine Saporta. Er machte als Trésorier de France in Montauban und „Trésorier des États“ der Provinz Languedoc Karriere. Um das Jahr 1700 zog er nach Paris.
In Montmorency, nördlich von Paris, kaufte er im Jahr 1702 das frühere, seit 1689 unbewohnte Anwesen des ersten Hofmalers Charles Le Brun († 1690). Er ließ das dazugehörige, sogenannte Petit château renovieren und im Osten des etwa zwanzig Hektar großen Parks von dem Architekten Sylvain Cartault ein prächtiges neues Schloss errichten, das 1709 vollendet war. Im Jahr 1719 entstand nach den Plänen von Gilles-Marie Oppenord (1672–1742) die – im Gegensatz zu den Schlössern – noch heute existierende halbkreisförmige Orangerie. In Montmorency, dessen Park Watteau als Motiv diente, residierte Crozat – abgesehen von seinen Aufenthalten in Paris – bis zu seinem Tod im Jahr 1740.
Des Weiteren erwarb er im Jahr 1704 in Paris eine große, an der rue de Richelieu bei den heutigen Hausnummern 91 und 93 gelegene Parzelle, die sich bis zu den Boulevards und der rue Gramond erstreckte und gab bei Sylvain Cartault den 1706 vollendeten Bau eines luxuriösen hôtel particuliers (Stadtresidenz) in Auftrag. Die zur Gartenseite gelegene große Galerie schmückte Charles de La Fosse aus, für den Speisesaal schuf Crozats Schützling Watteau die „Vier Jahreszeiten“.

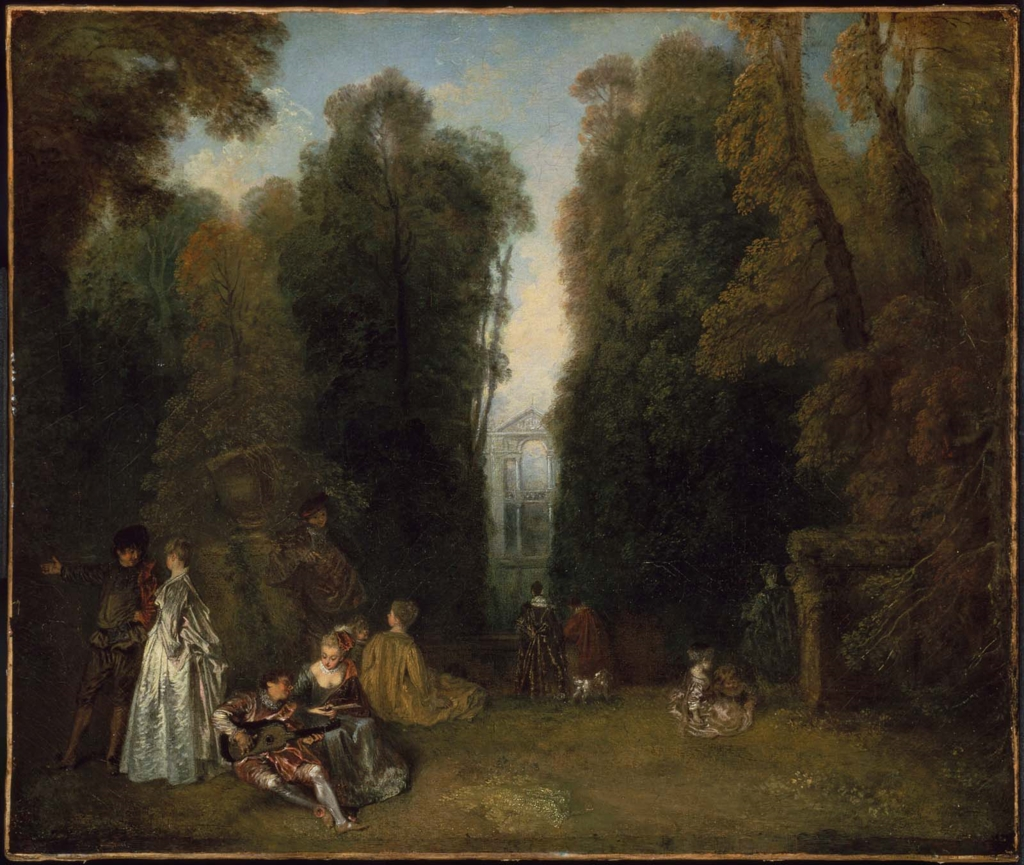
Antoine Watteau:
„Die Aussicht“ („La Perspective“, 1715, Paris, Musée du Grand Palais),
Der Schlosspark in Montmorency.

Der avisierte Kunstliebhaber und -sammler empfing sowohl in Paris als auch in seinem Landhaus in Montmorency zahlreiche Künstler, Kunstkenner und Kritiker. Nahezu ständig anwesende Stammgäste waren Charles de La Fosse (1640–1716), der in seinem Haus starb, und Crozats junger Schützling Watteau (1684–1721), den er von 1715 bis 1717 beherbergte. Zu dem Besucherkreis, der sich wöchentlich zusammenfand, gehörten neben dem Porträtisten François de Troy (1645–1730), der wie der Gastgeber selbst aus dem Languedoc stammte, und seinem Sohn Jean François de Troy (1679–1752) der Pariser Maler Nicolas de Largillière (1656–1746), der Sammler und Gönner Watteaus Jean de Julienne (1686–1766), der Kupferstecher und Archäologe Graf von Caylus (1692–1765) und der Pariser Kupferstecher, Sammler und Kunstkritiker Pierre-Jean Mariette (1694–1774). Weitere Gäste waren der Pariser Bildhauer Pierre Le Gros (1666–1719) sowie die jungen Maler Natoire (1700–1777) und François Boucher (1703–1770). Crozat empfing auch den im flämischen Milieu des Bezirkes Saint-Germain-des-Près aufgewachsenen Nicolas Vleughels (1668–1737), der sich längere Zeit in Venedig aufgehalten hatte, und renommierte ausländische Künstler wie beispielsweise die Venezianer Sebastiano Ricci (1659–1714), Giovanni Antonio Pellegrini (1675–1741) und die Pastellmalerin Rosalba Carriera (1675–1757).
Pierre Crozat starb im Jahr 1740 in seinem Stadtpalast in der rue Richelieu.

## Die Sammlung Crozat
Crozats Kunstsammlung war die größte private Sammlung dieser Art in Frankreich des 18. Jahrhunderts. Er wurde schon früh durch seine zahlreichen Geschäftsreisen nach Italien zum Kunstliebhaber und -sammler; sein Ansehen als Kenner war so groß, dass er 1715 vom Duc d’Orleans als Sachverständiger bestellt wurde und für den Herzog Kunstwerke aus italienischen Sammlungen einkaufte. 1818 erbte er die umfangreiche Antiken- und Kunstsammlung von Michel-Ange de La Chausse, der den Großteil seines Lebens in Rom verbracht hatte und über das Erbe einer Zerschlagung seiner Sammlung entgegenwirken wollte.
Die meisten Werke in der Sammlung Crozat waren italienischer Herkunft, wobei die venezianische Schule überwog. Nach Gattungen kategorisiert, offenbart die Sammlung eine Vorliebe für die Historienmalerei, also einen traditionellen Geschmack. Die niederländischen Künstler waren nicht annähernd so zahlreich wie die Italiener vertreten, die flämische und holländische Schule mit je knapp fünfzig Werken dennoch recht umfangreich.
Diese einzigartige Sammlung ging zunächst auf Crozats Neffen Louis François Crozat (1691–1750) über und nach dessen Tod erhielt Louis-Antoine Crozat, Baron de Thiers (1699–1770) die Kunstsammlung, der sie mit seiner eigenen Kollektion vereinigte, die vor allem französische und niederländische Künstler enthielt. Später erbte er noch die Bildersammlung seines jüngeren, kinderlosen Bruders Joseph-Antoines Baron de Tugny (1696–1751) und führte die Sammlungen zusammen.  Auch setzte Louis-Antoine Crozat die Sammeltätigkeit fort und bereicherte die Sammlung erneut.
Sie wurde schließlich im Jahr 1772 mit Unterstützung des Philosophen Denis Diderot von der russischen Zarin Katharina der Großen aufgekauft, so dass die Sammlung Crozat sich heute größtenteils in der Ermitage in Sankt Petersburg befindet. Die grafische Sammlung wurde 1741 bereits versteigert, der vom Kupferstecher und Kunsthändler Pierre-Jean Mariette besorgte Katalog zählt fast 2000 Nummern, wobei viele Nummern mehrere Blätter – auch verschiedener Künstler – zusammenfassen.